# Сухоземен гол охлюв
Сухоземните голи охлюви (Bielzia coerulans) са вид коремоноги от семейство Limacidae.
Ендемит са за Карпатите и са незастрашен вид.
Таксонът е описан за пръв път от Михаел Билц през 1851 година.